# L'Accusé (roman)
Pour les articles homonymes, voir L'Accusé.
L'Accusé est un livre de John Grisham, publié aux États-Unis en octobre 2006 sous le titre original The Innocent Man: Murder and Injustice in a Small Town par la maison d'éditions Doubleday. Traduit en français par Patrick Berthon, il est paru l'année suivante chez Robert Laffont.
Grisham est célèbre par ses best-sellers, en général du genre thriller ou politico-juridique mettant en scène le système juridique américain. Dans ce livre, l'auteur s'appuie sur des faits réels et réalise une enquête minutieuse sur l'histoire de
Ron Williamson accusé de viol et de meurtre, condamné à mort, puis réhabilité une dizaine d'années plus tard.

## Les faits
Le 8 décembre 1982, à Ada, petite ville de l'Oklahoma, le corps sans vie de Debbie Carter, 21 ans, est retrouvé dans son appartement. Elle a été battue, violée et étouffée. Après cinq ans d'enquête, Ron Williamson et Dennis Fritz sont condamnés pour ces faits, le premier à la peine de mort, le second à la prison à vie.
Grisham, qui a pris connaissance des pièces du dossier et a rencontré la plupart des protagonistes de cette affaire, dénonce les insuffisances de l'enquête de police, les erreurs d'expertises, l'arrogance du procureur, les lacunes de la défense et le manque d'impartialité du juge, tous éléments qui ont conduit à une erreur judiciaire. Après 11 années passées dans le couloir de la mort, de nouvelles expertises basées sur les tests ADN disculpent entièrement les deux coaccusés. Ils sont remis en liberté le 15 avril 1999. D'autres tests ADN permettront de découvrir le vrai coupable qui n'avait jusqu'alors pas été inquiété.

## Livre audio en français
- John Grisham (trad. Patrick Berthon), L'Accusé, La Roque-sur-Pernes, Éditions VDB, 1er octobre 2007 (ISBN 978-2-84694-599-8)Narrateur : José Heuzé ; support : 2 disques compacts audio MP3 ; durée : 12 h 54 min environ ; référence éditeur : non connue.